# Parafia św. Idziego Opata w Zakliczynie
Parafia św. Idziego Opata w Zakliczynie – parafia rzymskokatolicka w dekanacie Zakliczyn w diecezji tarnowskiej.
W średniowieczu wieś Opatkowice, na terenie której założono później miasto Zakliczyn, należała do rozległych włości opactwa benedyktynów w Tyńcu. Benedyktyni ufundowali tu w XII w. pierwszy, drewniany kościół, usytuowany na niewielkim wzniesieniu nad brzegiem Dunajca. Patronem świątyni został św. Idzi Opat, którego kult w tamtych czasach był bardzo rozpowszechniony. Początkowo opiekę duszpasterską nad mieszkańcami trzech wsi: Opatkowic, Ujazdu (dziś część wsi Wesołów) i Zdoni sprawowali sami mnisi, później ustanowiono tu duchownego diecezjalnego. Pierwszym znanym z imienia proboszczem był ksiądz Przybysław, który pracował tu w l. 1325-1327. Po tym jak Spytko Wawrzyniec Jordan lokował na tym terenie w 1557 r. Zakliczyn, kościół św. Idziego stał się miejskim kościołem parafialnym. Według dokumentacji z wizytacji kardynała Jerzego Radziwiłła z 1595 r. parafia zakliczyńska obejmowała wówczas 11 wsi: Bieśnik, Faściszową, Janowice, Kończyska, Lusławice, Słoną, Stróże, Ujazd, Roztokę, Wróblowice i Zdonię. Opiekę nad kościołem sprawowali każdorazowo, jako główni kolatorzy, kolejni właściciele klucza melsztyńskiego: Jordanowie, Zborowscy, Tarłowie i Lanckorońscy.
Obecny kościół parafialny został wybudowany w latach 1739–1768 przy wcześniejszej późnorenesansowej kaplicy z XVI/XVII wieku, wzniesionej na wzór kaplicy Zygmuntowskiej przy katedrze na Wawelu. Mieści się przy ulicy Mickiewicza.